# Пермитина, Ирина Эдуардовна
Ири́на Эдуа́рдовна Перми́тина (род. 3 февраля 1968, Ижевск) — российская легкоатлетка, специалистка по бегу на длинные дистанции и марафону. Выступала как элитная спортсменка в 1995—2013 годах, обладательница бронзовой медали чемпионата Европы, победительница и призёрка многих крупных стартов на шоссе, чемпионка России в полумарафоне. Представляла Татарстан. Мастер спорта России международного класса.

## Биография
Ирина Пермитина родилась 3 февраля 1968 года в городе Ижевске Удмуртской АССР. С 1990 года постоянно проживала в Набережных Челнах, Татарстан.
В детстве серьёзно занималась баскетболом, но из-за недостаточно большого роста в 165 см в конечном счёте перешла в лёгкую атлетику. Проходила подготовку в спортивном обществе «Динамо». В 1991 году окончила Воронежский государственный институт физической культуры.
Выступала на различных шоссейных стартах в Европе начиная с 1995 года. В 1996 году дебютировала на марафонской дистанции, выиграв с результатом 2:38:39 марафон в Ла-Рошель.
В 1997 году была восьмой на Парижском марафоне (2:34:48), седьмой на Итальянском марафоне (2:39:24), пятой на международном полумарафоне в Макао (1:18:54).
В 1998 году одержала победу на Реймсском марафоне (2:33:29), стала второй на Пражском марафоне (2:36:21), финишировала девятой в Париже (2:34:05) и шестой в Монте-Карло (2:36:58).
В 1999 году показала третий результат на Стамбульском марафоне (2:38:12), четвёртый результат на Калифорнийском международном марафоне (2:36:40).
В 2000 году отметилась выступлением на Дубайском марафоне, где с результатом 2:47:38 пришла к финишу пятой.
В 2001 году стала третьей на Тайбэйском марафоне (2:47:32).
В 2002 году пробежала пять марафонов: была девятой в Париже (2:35:58), четвёртой в Дулуте (2:37:42), пятой в Сан-Паулу (2:41:08), третьей в Стамбуле (2:40:50), заняла 23-е место в Сакраменто (3:07:27).
В 2003 году одержала победу на Дубайском марафоне (2:36:26), финишировала пятой на Бабушкином марафоне в Дулуте (2:35:53), восьмой на Стамбульском марафоне (2:53:21), четвёртой на Калифорнийском международном марафоне (2:42:37).
В 2004 году была лучшей на Марафоне городов-близнецов в Сент-Поле, установив при этом свой личный рекорд — 2:26:51. Также повторила здесь рекорд трассы, установленный несколькими годами ранее Зинаидой Семёновой.
Благодаря череде удачных выступлений в 2005 году вошла в основной состав российской национальной сборной и удостоилась права защищать честь страны на чемпионате мира в Хельсинки — пробежала здесь марафон за 2:38:16, расположившись в итоговом протоколе соревнований на 34-й строке. Помимо этого, выиграла полумарафоны в Трабзоне и Ницце, финишировала шестой на Парижском марафоне (2:29:44).
В 2006 году вновь выиграла Трабзонский полумарафон, стала третьей на Гамбургском марафоне (2:27:35). Бежала марафон на чемпионате Европы в Гётеборге — завоевала бронзовую медаль в личном зачёте и вместе со своими соотечественницами стала серебряной призёркой в командном зачёте разыгрывавшегося здесь Кубка Европы.
На чемпионате России по полумарафону 2008 года в Новосибирске получила серебряную награду.
В 2010 году финишировала второй на Сибирском международном марафоне (2:39:55) и седьмой на Афинском классическом марафоне (2:42:03). Стала бронзовой призёркой на чемпионате России по бегу на 10 000 метров в Жуковском, проходившем в рамках Мемориала братьев Знаменских.
В 2011 году выиграла серебряную медаль на чемпионате России по кроссу в Оренбурге. Показала третий результат на Стокгольмском марафоне (2:39:44), победила в забеге на 10 км в рамках Московского международного марафона мира.
На Омском полумарафоне-гандикапе 2012 года пришла к финишу первой и тем самым стала чемпионкой России в данной дисциплине.
Последний раз показала значимый результат как элитная спортсменка в сезоне 2013 года, когда на чемпионате России по марафону в Москве завоевала серебряную медаль, уступив на финише только Марине Ковалёвой из Омской области.
Впоследствии работала тренером по лёгкой атлетике. Будучи капитаном полиции, неоднократно принимала участие во Всемирных и Европейских играх полицейских и пожарных. Её сын Василий Пермитин тоже добился определённых успехов в лёгкой атлетике, двукратный серебряный призёр чемпионата России по горному бегу.